# Christina Julien
Christina Marie Katrina Julien (* 6. Mai 1988 in Cornwall, Ontario, Kanada) ist eine ehemalige frankokanadische Fußballspielerin und aktuelle Eishockeyspielerin.

## Karriere

### Fußball
Nachdem sie in ihrer Zeit an der Char-Lan District Highschool für die Mannschaft der Crusaders Women gespielt hatte, ging sie im Herbst 2006 an die James Madison University. Nach ihrem Uni-Abschluss kehrte sie nach Kanada zurück und unterschrieb beim kanadischen W-League-Teilnehmer Ottawa Fury.
Im April 2009 verließ sie Ottawa Fury auf Leihbasis und wechselte zu den Laval Comets. Nachdem sie in zwölf Spielen für die Comets elfmal traf, kehrte sie im Frühjahr 2010 zu Ottawa Fury zurück. Am 19. Januar 2012 wurde sie zu Ottawas Fußballspielerin des Jahres 2011 gewählt und wechselte im Frühjahr 2012 in die schwedische Damallsvenskan zu Jitex BK. Nachdem sie dort in der Saison 2012 in zehn Spielen zum Einsatz gekommen war, verkündete sie im Januar 2013 ihren Wechsel nach Russland zum Meister FK Rossijanka. Zur Saison 2013/14 wechselte Julien zum australischen Erstligisten Perth Glory. In Down-Under absolvierte Julien neun Spiele und erzielte zwei Tore, bevor sie am 30. Januar 2014 beim deutschen Bundesligisten FF USV Jena unterschrieb. Die Offensiv-Allrounderin gab am 23. Februar 2014 beim 4:1 über die TSG 1899 Hoffenheim ihr Bundesliga-Debüt für Jena. In ihrem sechsten Bundesligaspiel für den FF USV schoss sie ihre ersten beiden Tore beim 6:1 über die SGS Essen. Am 5. Mai 2015 verkündete Julien zur Saison 2015/2016 ihren Wechsel zum Erstligaaufsteiger 1. FC Köln. Nach elf Spielen in der Frauen-Bundesliga für den 1. FC Köln verließ Julien nach dem Abstieg den Verein.

#### International
Ihr erstes A-Länderspiel machte sie mit 20 Jahren am 5. März 2009 im Rahmen des Zypern-Cups beim 1:1 gegen Neuseeland. Mit der kanadischen Fußballnationalmannschaft gewann sie 2010 den Zypern-Cup, erzielte dabei in drei Spielen das entscheidende Siegtor, sowie den CONCACAF Women’s Gold Cup 2010, wo sie beim 8:0 gegen Guyana das erste Tor erzielte. 2011 konnte sie den Gewinn des Zypern-Cups wiederholen und wurde in den kanadischen Kader für die Weltmeisterschaft berufen. Sie kam erstmals im zweiten Spiel gegen Frankreich zum Einsatz und wurde auch im letzten Gruppenspiel gegen Nigeria eingesetzt, schied aber mit Kanada nach drei Niederlagen in der Vorrunde aus. Nachdem sie ursprünglich 2013 ihre internationale Karriere beendet hatte, verkündete sie im Juni 2014 ihr Comeback. So wurde sie für das Freundschaftsspiel gegen Deutschland am 18. Juni 2014 in Vancouver nominiert.
Für die Olympischen Spiele in London wurde sie als eine von vier Ersatzspielerinnen nominiert.

#### Erfolge
- CONCACAF Women’s Gold Cup 2010 Sieger
- Zypern-Cup-Sieger 2010 und 2011

### Eishockey
Julien spielte bis zu ihrem 18. Lebensjahr in Williamstown (Ontario) an der Char-Lan District High School als Stürmerin Eishockey und gewann 2005 mit dem Team Ontario Red die nationale Meisterschaft. Nachdem sie mehrere Jahre ihre Eishockey-Karriere für den Fußball unterbrochen hatte, kehrte sie erst 2016 zum Eishockey zurück und spielt seit Herbst 2016 für das Melbourne Ice Women's Team in der Australian Women's Ice Hockey League. Julien, die mit 19 Toren und 13 Torvorlagen Topscorerin der regulären Spielzeit war, wurde Bronze-Siegerin nach einem Sieg im Spiel um Platz drei gegen Adelaide Rush. Nach erfolgreicher erster Saison unterschrieb die ehemalige Fußballnationalspielerin Kanadas im Juli 2017 einen neuen Vertrag beim Eishockey Team Melbourne Ice in der Australian Women's Ice Hockey League.
Im März 2018 gewann sie mit Melbourne Ice die Joan McKowen Memorial Trophy, dem Titel für den Playoff-Sieger. Zu Beginn der Spielzeit 2018/19 wurde Julien in den Mannschaftsrat gewählt und war eine der drei Kapitäninnen von Melbourne Ice. Nachdem sie in der Saison 2018/19 Top-Scorerin der Regular Season war, gewann sie zum zweiten Mal in Folge am 9. März 2019 mit ihren Team die Joan McKowan Memorial Trophy. Am 17. Juni 2019 unterschrieb Julien einen neuen Vertrag für die Saison 2020 bei Melbourne Ice, ihre insgesamt vierte Saison beim Verein und zweite Saison als Mannschaftskapitän des Teams. 2019/2020 spielte sie eine Saison im Männer-Team des Jets Ice Hockey Club, in der Ice Hockey Victoria Division 1.

### Karrierestatistik
Stand: 24. Oktober 2024
(Legende zur Spielerstatistik: Sp oder GP = absolvierte Spiele; T oder G = erzielte Tore; V oder A = erzielte Assists; Pkt oder Pts = erzielte Scorerpunkte; SM oder PIM = erhaltene Strafminuten; +/− = Plus/Minus-Bilanz; PP = erzielte Überzahltore; SH = erzielte Unterzahltore; GW = erzielte Siegtore; 1 Play-downs/Relegation; Kursiv: Statistik nicht vollständig)

## Privates
Julien studierte als Dean's-List-Absolvent vier Jahre an der James Madison University Bewegungswissenschaft und Informatik.
Nach ihrem Wechsel nach Deutschland begann Julien neben der Fußballkarriere einen Job als Englischlehrerin eines Kindergartens der G. Heckel Kindertagesstätten gGmbH in Jena. Zuvor arbeitete sie bereits als Englischlehrerin an der Frankokanadischen Leo Nickerson Elementary School in St. Albert, Alberta aus.